# Francesco Seghizzi
Pour les articles homonymes, voir Seghizzi.
Francesco Seghizzi est un peintre italien actif à Bologne dans le XVIIe siècle.

## Biographie
Il est le fils d'Andrea Seghizzi. Il est mort dans le XVIIIe siècle